# Богданово (Уренский район)
Богданово — деревня в составе Карпунихинского сельсовета в Уренском районе Нижегородской области.

## География
Находится на расстоянии примерно 24 километра по прямой на север от районного центра города Урень.

## История
Основана в XVIII веке. В 1870 году учтено 2 двора и 12 жителей, в 1916 – 7 и 39 соответственно. В советское время работал колхоз «Новый путь». В 1956 году учтено 62 жителя, в 1978 году 16 хозяйств и 41 житель, в 1994 11 и 16 соответственно.

## Население
Постоянное население  составляло 11 человек (русские 100%) в 2002 году, 3 в 2010 .